# Griffin Dunne

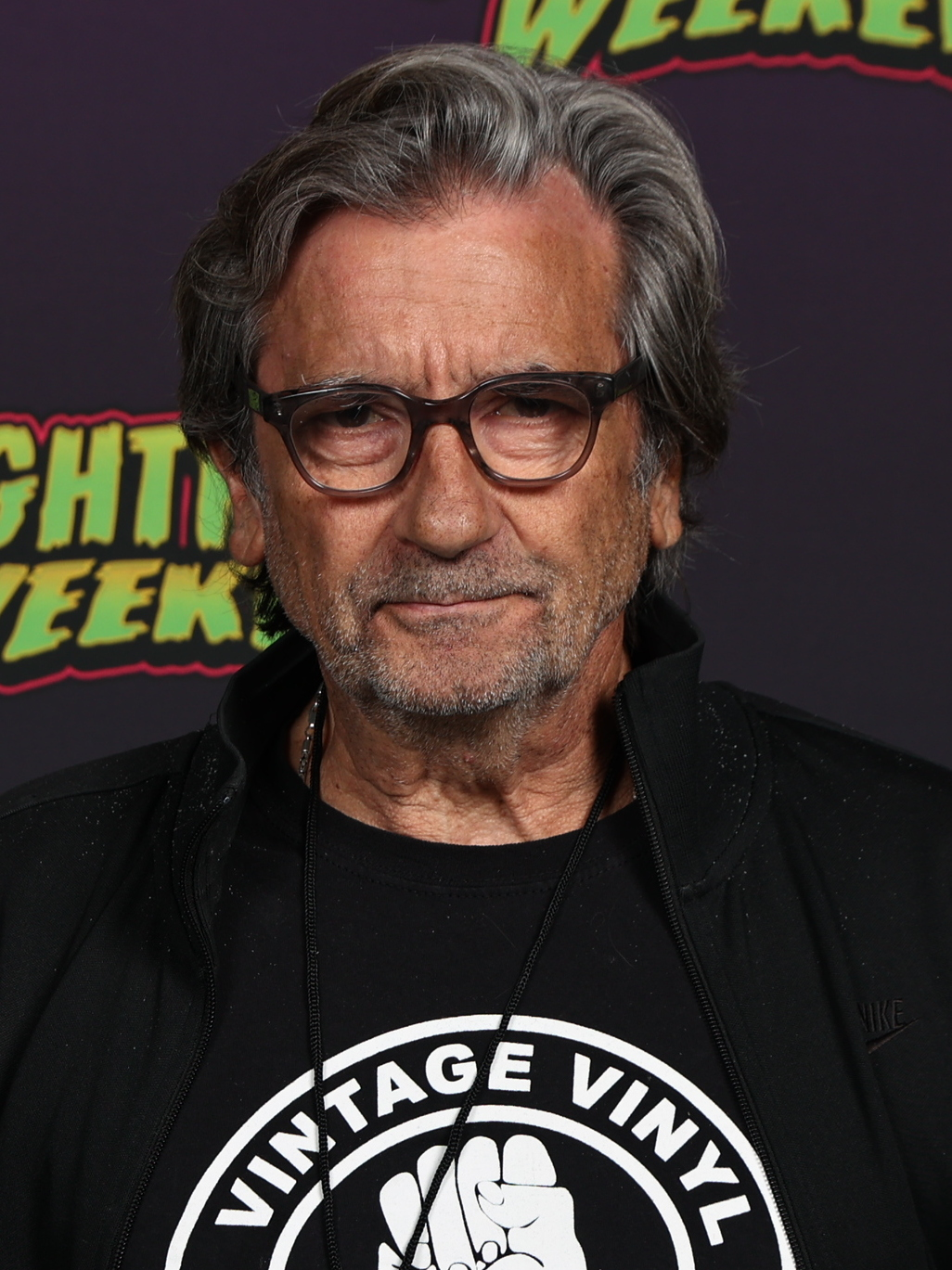
Griffin Dunne (2023)

Griffin Dunne (* 8. Juni 1955 in New York City) ist ein US-amerikanischer Schauspieler, Regisseur und Filmproduzent.

## Leben
Der Vater von Griffin Dunne, Dominick Dunne (1925–2009), war Filmproduzent und Journalist, sein Onkel war der Autor John Gregory Dunne. Griffin Dunne wuchs in Los Angeles und in Colorado auf, am Ende der 1970er Jahre kehrte er nach New York zurück.
Mit seiner Rolle in dem Kultfilm American Werewolf erlangte Dunne 1981 erste größere Bekanntheit. In der Komödie Nichts wie weg spielte er eine der Hauptrollen. Für die Hauptrolle im Thriller Die Zeit nach Mitternacht von Martin Scorsese gewann er im Jahr 1986 den Independent Spirit Award und wurde für den Golden Globe Award nominiert. In der Komödie Who’s That Girl spielte er eine der Hauptrollen neben Madonna, im Film Ein charmantes Ekel trat er neben Richard Dreyfuss und Holly Hunter auf. Für seine Rolle in einer der Folgen der Fernsehserie Frasier wurde er im Jahr 1996 für den Emmy nominiert. In der vierten Staffel der Fernsehserie This Is Us – Das ist Leben übernahm er 2018 eine der Hauptrollen.
Bereits in den 1980er-Jahren hatte Dunne erste Erfahrungen als Filmproduzent gesammelt, unter anderem bei Die Zeit nach Mitternacht. In der nachfolgenden Dekade begann er, auch als Filmregisseur zu arbeiten. Dunne führte unter anderem Regie bei In Sachen Liebe (1997) mit Meg Ryan und Matthew Broderick sowie bei Zauberhafte Schwestern (1998) mit Sandra Bullock und Nicole Kidman. Für die Regie und das Drehbuch des Kurzfilms Duke of Groove mit Tobey Maguire, Kiefer Sutherland und Uma Thurman wurde er im Jahr 1996 für den Oscar nominiert. Im Jahr 2015 drehte er die Dokumentation The Center will not hold über seine Tante Joan Didion, die 2017 beim Streamingdienst Netflix erschien.
Dunne war zweimal verheiratet. Aus der Ehe (1989–1995) mit Carey Lowell hat er eine Tochter.
Seine jüngere Schwester Dominique Dunne, eine aufstrebende Schauspielerin, erlangte traurige Berühmtheit, als sie 1982 kurz nach ihrem Kinoerfolg mit dem Horrorfilm Poltergeist ermordet wurde.

## Filmografie

### Schauspieler
- 1975: Die Kehrseite der Medaille (The Other Side of the Mountain)
- 1979: Hals über Kopf (Head Over Heels)
- 1981: American Werewolf (An American Werewolf In London)
- 1982: The Wall
- 1984: Johnny G. – Gangster wider Willen (Johnny Dangerously)
- 1984: Nichts wie weg (Almost You)
- 1985: Die Zeit nach Mitternacht (After Hours)
- 1987: Who’s That Girl
- 1987: Amazonen auf dem Mond oder Warum die Amis den Kanal voll haben (Amazon Women on the Moon)
- 1988: Im Rausch der Tiefe (Le Grand Bleu)
- 1988: Ich und Er (Me and Him)
- 1990: Sexpionage (Secret Weapon, Fernsehfilm)
- 1991: Ein charmantes Ekel (Once Around)
- 1991: Familienstreß (Big Girls Don’t Cry … They Get Even)
- 1991: My Girl – Meine erste Liebe (My Girl)
- 1992: Sag’s offen, Shirlee (Straight Talk)
- 1993: Stage Fright – Eine Gurke erobert Hollywood (The Pickle)
- 1993: Partners (Kurzfilm)
- 1993, 1996: Frasier (Fernsehserie, 2 Folgen)
- 1994: Quiz Show
- 1994: Life Is Trouble (I Like It Like That)
- 1995: Search and Destroy
- 1995: Android 2000 (The Android Affair, Fernsehfilm)
- 2001–2007: Criminal Intent – Verbrechen im Visier (Law & Order: Criminal Intent, Fernsehserie, 3 Folgen)
- 2002: 40 Tage und 40 Nächte (40 Days and 40 Nights)
- 2002: Achtung: Nicht jugendfrei! (Warning: Parental Advisory, Fernsehfilm)
- 2002: Die Highschool Trickser (Cheats)
- 2003: Unzertrennlich (Stuck on You)
- 2004: Marie and Bruce
- 2004: Alias – Die Agentin (Alias, Fernsehserie, 2 Folgen)
- 2005: Game 6
- 2007: Engel im Schnee (Snow Angels)
- 2008: Der große Buck Howard (The Great Buck Howard)
- 2008: Zufällig verheiratet (The Accidental Husband)
- 2009: Trust Me (Fernsehserie, 12 Folgen)
- 2010: Last Night
- 2010: White Collar (Fernsehserie, Folge 2x08)
- 2010: Good Wife (The Good Wife, Fernsehserie, Folge 2x04)
- 2011: Damages – Im Netz der Macht (Damages, Fernsehserie, 3 Folgen)
- 2012–2014: House of Lies (Fernsehserie, 8 Folgen)
- 2013: Blood Ties
- 2013: Broken City
- 2013: Dallas Buyers Club
- 2014: Rob the Mob – Mafia ausrauben für Anfänger (Rob the Mob)
- 2014: Red Band Society (Fernsehserie, 3 Folgen)
- 2015: Zurück im Leben (Tumbledown)
- 2015: Manhattan (Fernsehserie, 4 Folgen)
- 2016: Law & Order: Special Victims Unit (Fernsehserie, Folge 17x20)
- 2016–2017: I Love Dick (Fernsehserie, 8 Folgen)
- 2017: War Machine
- 2018: Imposters (Fernsehserie, 2 Folgen)
- 2018: Ocean’s 8
- 2018–2022: This Is Us – Das ist Leben (This Is Us, Fernsehserie, 47 Folgen)
- 2019: Bittersweet Symphony
- 2019: Better Things (Fernsehserie, Folge 3x09)
- 2019–2021: Goliath (Fernsehserie, 7 Folgen)
- 2021: The French Dispatch
- 2021: The L Word: Generation Q (Fernsehserie, 2 Folgen)
- 2023: Ex-Husbands
- 2023: Billions (Fernsehserie, Folge 7x08)
- 2024: Only Murders in the Building (Fernsehserie, 2 Folgen)

### Regisseur
- 1996: Duke of Groove (Kurzfilm)
- 1997: In Sachen Liebe (Addicted to Love)
- 1998: Zauberhafte Schwestern (Practical Magic)
- 2000: Lisa Picard Is Famous
- 2005: Fierce People – Jede Familie hat ihre Geheimnisse (Fierce People)
- 2008: Zufällig verheiratet (The Accidental Husband)
- 2011–2014: Good Wife (The Good Wife, Fernsehserie, 3 Folgen)
- 2014: Movie 43 (Segment Veronica)
- 2014: Red Band Society (Fernsehserie, Folge 1x07)
- 2017: Joan Didion: Die Mitte wird nicht halten (Joan Didion: The Center Will Not Hold)
- 2021: With/In (Segment One Night Stand)

### Filmproduzent
- 1979: Hals über Kopf (Head Over Heels)
- 1983: Baby It’s You
- 1985: Die Zeit nach Mitternacht (After Hours)
- 1988: Die Flucht ins Ungewisse (Running on Empty)
- 1990: Frühstück bei ihr (White Palace)
- 1991: Ein charmantes Ekel (Once Around)
- 2005: Game 6
- 2005: Fierce People – Jede Familie hat ihre Geheimnisse (Fierce People)
- 2017: Joan Didion: Die Mitte wird nicht halten (Joan Didion: The Center Will Not Hold)